# Гробница гигантов

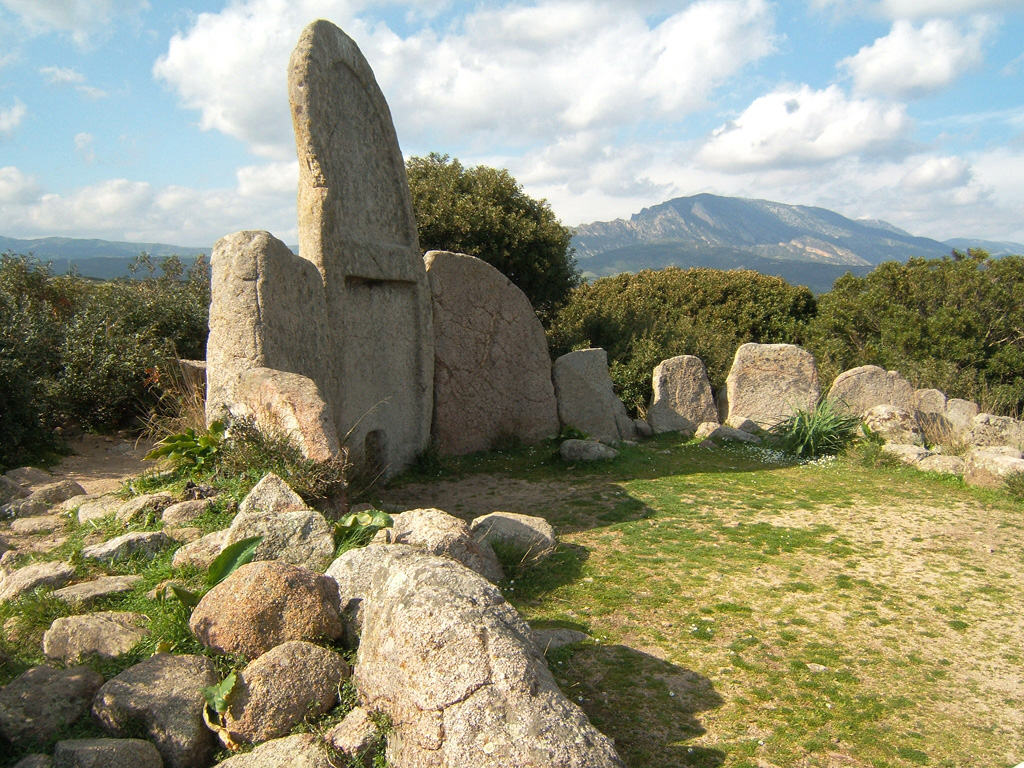
Интерьер гробницы Са-Эна-э-Томес

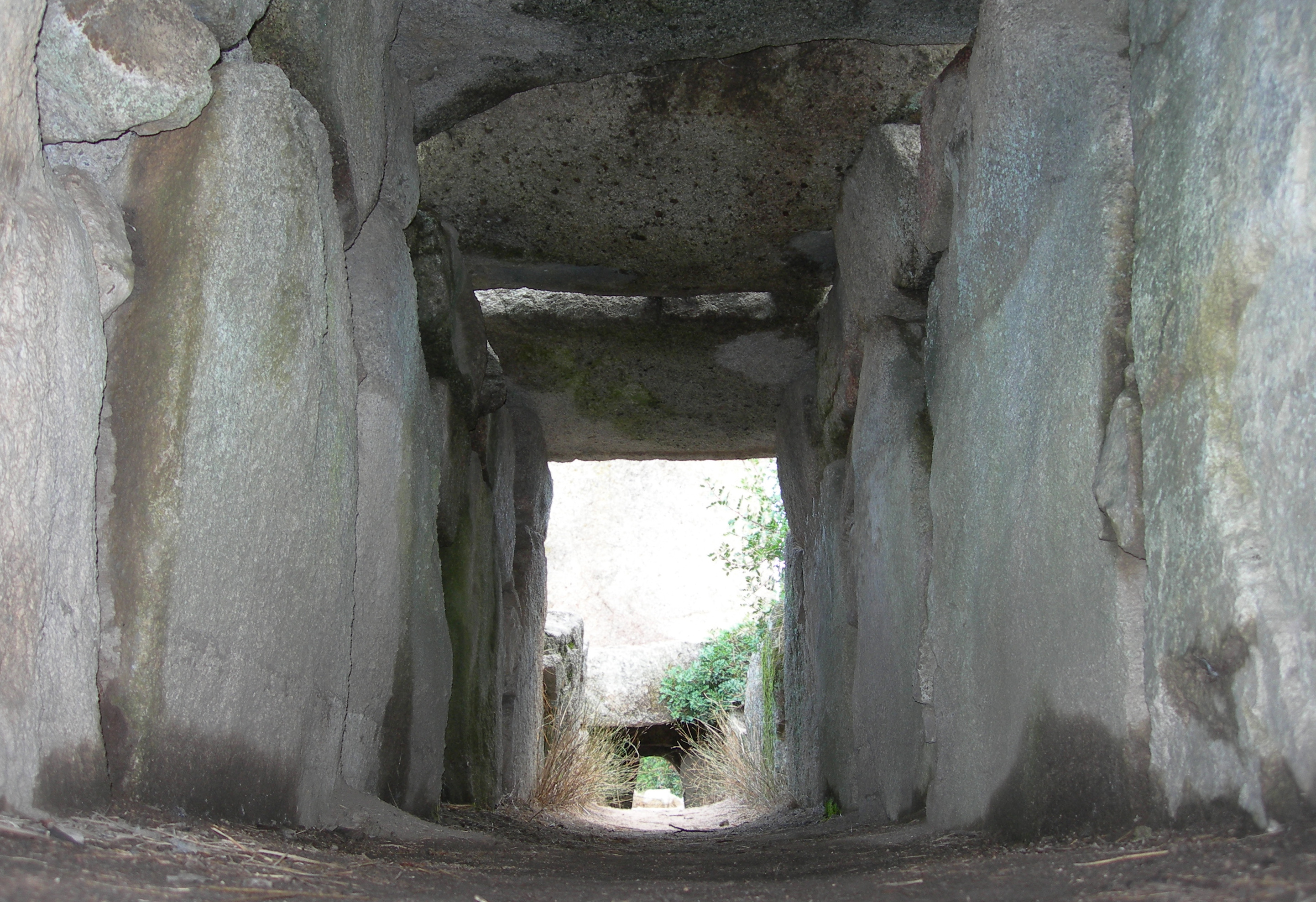
Гробница гиганта в Доргали

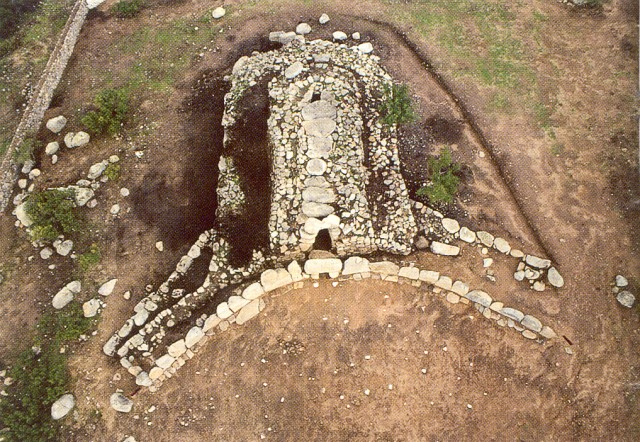
Гробница гиганта в Осоно, Триеи

Гробница гигантов (итал. tomba dei giganti, сард. tùmba / lòsa de sos zigàntes) — название, которое местные жители Сардинии дали местной разновидности могил галерейного типа нурагического периода (середина 2 — середина 1 тыс. до н. э., поздний бронзовый век). В общей сложности обнаружено более 300 подобных памятников.
Конструкция «гробниц гигантов» такова: каменный кайрн лежит на погребальной камере. В нескольких гробницах имеется вход кубкообразной формы, подобный Корт-Кайрн в Ирландии.

## Разновидности
Археологи различают два основных типа «гробниц гигантов»: плитный и блочный.
В гробницах «плитного» типа необработанные каменные плиты зарываются одним концом в землю и располагаются рядом друг с другом. Обычно имеется центральная стела, наиболее крупная (до 4 метров высотой) с пробитым в ней проходом. Гробницы имели характерную прямоугольную планировку с апсидом. Погребальная камера обычно имеет длину от 5 до 15 метров и высоту от 1 до 2 метров. Первоначально сооружения были покрыты холмами в форме перевёрнутого корабля. Около входа находился обелиск (betile на сардинском языке), символизировавший богов-предков, присматривавших за покойным.
В более примитивных «гробницах гигантов» плитного типа вход обычно прорубается в основании центральной плиты, или же имеется грубая дольменоподобная структура из 3 необработанных камней, образующая вход (Осоно, Сортали, Лольги, Пескаредда).
В более развитых гробницах плитного типа центральная плита обрабатывается: она закругляется сверху, и имеет простое изображение, вырезанное на лицевой поверхности (Доргали, Горонна, Санту-Баинцу, Кодду-Веккью).
Гробницы так называемого «блочного типа» изготавливались из обтёсанных блоков прямоугольной формы (Бидистили, Мадау II, Селени II, Илои, Мура-Куата).
Гробницы гигантов на Сардинии по конструктивным особенностям напоминают Мегалитические храмы Мальты.